# Corona de hidalgo

Corona de hidalgo.

La corona de hidalgo o hijodalgo es la insignia o tocado representativo utilizado por los miembros de este antiguo estamento. Está compuesta por un cerco de metal precioso con pedrería. La corona de hidalgo es la base de todas las coronas hispanas.